# Saint-Charles-de-Percy
Saint-Charles-de-Percy est une ancienne commune française, située dans le département du Calvados en région Normandie, devenue le 1er janvier 2016 une commune déléguée au sein de la commune nouvelle de Valdallière.
Elle est peuplée de 194 habitants.

## Géographie
La commune est dans le Bocage virois. Son bourg est à 4 km à l'est du Bény-Bocage, à 13 km au nord-ouest de Vassy et à 14 km au nord-est de Vire.
Le point culminant (245 m) se situe en limite nord, près du lieu-dit Courtacon, sur une pente qui dépasse la cote de 280 m sur la commune de Montchauvet voisine. Le point le plus bas (134 m) correspond à la sortie d'un affluent du ruisseau des Haises, sous-affluent de la Vire, du territoire, à l'ouest. La commune est bocagère.
| Le Bény-Bocage (comm. nouv. de Souleuvre en Bocage) | Montchauvet (comm. nouv. de Souleuvre en Bocage) | Montchamp (comm. nouv. de Valdallière) |
| Beaulieu (comm. nouv. de Souleuvre en Bocage)       | Saint-Charles-de-Percy                           | Montchamp (comm. nouv. de Valdallière) |
| Le Désert (comm. nouv. de Valdallière)              | Presles (comm. nouv. de Valdallière)             | Montchamp (comm. nouv. de Valdallière) |

## Toponymie
Au cours de la période révolutionnaire de la Convention nationale (1792-1795), la commune, alors nommée Saint-Charles-de-Montchamp, devient Montchamp-le-Petit, nom qu'elle conservera jusqu'en 1853, date à laquelle elle prend son nom actuel.
Hagiotoponyme rare dans les communes françaises — il n'est partagé que par Saint-Charles-la-Forêt en Mayenne —, saint Charles, personnage vénéré par la paroisse, serait Charlemagne plutôt que Charles Borromée. Issu de l'anthroponyme roman Persius, Percy est le patronyme de la famille de Percy, qui prit possession du fief pendant la guerre de Cent Ans.
Le gentilé est Caro-Percyais.

## Histoire
Le 1er janvier 2016, Saint-Charles-de-Percy intègre avec treize autres communes la commune de Valdallière créée sous le régime juridique des communes nouvelles instauré par la loi no 2010-1563 du 16 décembre 2010 de réforme des collectivités territoriales. Les communes de Bernières-le-Patry, Burcy, Chênedollé, Le Désert, Estry, Montchamp, Pierres, Presles, La Rocque, Rully, Saint-Charles-de-Percy, Le Theil-Bocage, Vassy et Viessoix deviennent des communes déléguées et Vassy est le chef-lieu de la commune nouvelle.

## Politique et administration
| Période                                  | Période       | Identité                | Étiquette | Qualité     |
| ---------------------------------------- | ------------- | ----------------------- | --------- | ----------- |
| 1971                                     | 2005          | Michel Leteinturier     | SE        | Agriculteur |
| octobre 2005                             | décembre 2015 | Jacques Desormeau-Bedot | SE        | Retraité    |
| Les données manquantes sont à compléter. |               |                         |           |             |

Le conseil municipal n'était composé en 2015 que de dix membres pour onze sièges dont le maire et deux adjoints. Ces conseillers intègrent au complet le conseil municipal de Valdallière le 1er janvier 2016 jusqu'en 2020 et Jacques Desormeau-Bedot devient maire délégué.

## Démographie
L'évolution du nombre d'habitants est connue à travers les recensements de la population effectués dans la commune depuis 1793. À partir du 1er janvier 2009, les populations légales des communes sont publiées annuellement dans le cadre d'un recensement qui repose désormais sur une collecte d'information annuelle, concernant successivement tous les territoires communaux au cours d'une période de cinq ans. 
Pour les communes de moins de 10 000 habitants, une enquête de recensement portant sur toute la population est réalisée tous les cinq ans, les populations légales des années intermédiaires étant quant à elles estimées par interpolation ou extrapolation. Pour la commune, le premier recensement exhaustif entrant dans le cadre du nouveau dispositif a été réalisé en 2007,.
En 2021, la commune comptait 194 habitants, en évolution de −6,28 % par rapport à 2015 (Calvados : +1,58 %, France hors Mayotte : +2,49 %).
Saint-Charles-de-Percy (Monchamp-le-Petit) a compté jusqu'à 502 habitants en 1821.
| 1793 | 1800 | 1806 | 1821 | 1831 | 1836 | 1841 | 1846 | 1851 |
| ---- | ---- | ---- | ---- | ---- | ---- | ---- | ---- | ---- |
| 413  | 467  | 469  | 502  | 469  | 472  | 475  | 459  | 434  |

| 1856 | 1861 | 1866 | 1872 | 1876 | 1881 | 1886 | 1891 | 1896 |
| ---- | ---- | ---- | ---- | ---- | ---- | ---- | ---- | ---- |
| 413  | 411  | 417  | 420  | 435  | 395  | 362  | 387  | 361  |

| 1901 | 1906 | 1911 | 1921 | 1926 | 1931 | 1936 | 1946 | 1954 |
| ---- | ---- | ---- | ---- | ---- | ---- | ---- | ---- | ---- |
| 352  | 321  | 306  | 271  | 281  | 262  | 248  | 222  | 238  |

| 1962 | 1968 | 1975 | 1982 | 1990 | 1999 | 2007 | 2012 | 2017 |
| ---- | ---- | ---- | ---- | ---- | ---- | ---- | ---- | ---- |
| 232  | 203  | 178  | 174  | 171  | 170  | 182  | 198  | 203  |

| 2019 | - | - | - | - | - | - | - | - |
| ---- | - | - | - | - | - | - | - | - |
| 196  | - | - | - | - | - | - | - | - |

## Économie
- Siège social de la société Rivière transports employant 320 personnes sur six établissements du nord-ouest de la France, de la Vendée à la Somme. Cette société de transport de matériaux a été créée en 1987 par Denis Rivière[13].

## Lieux et monuments

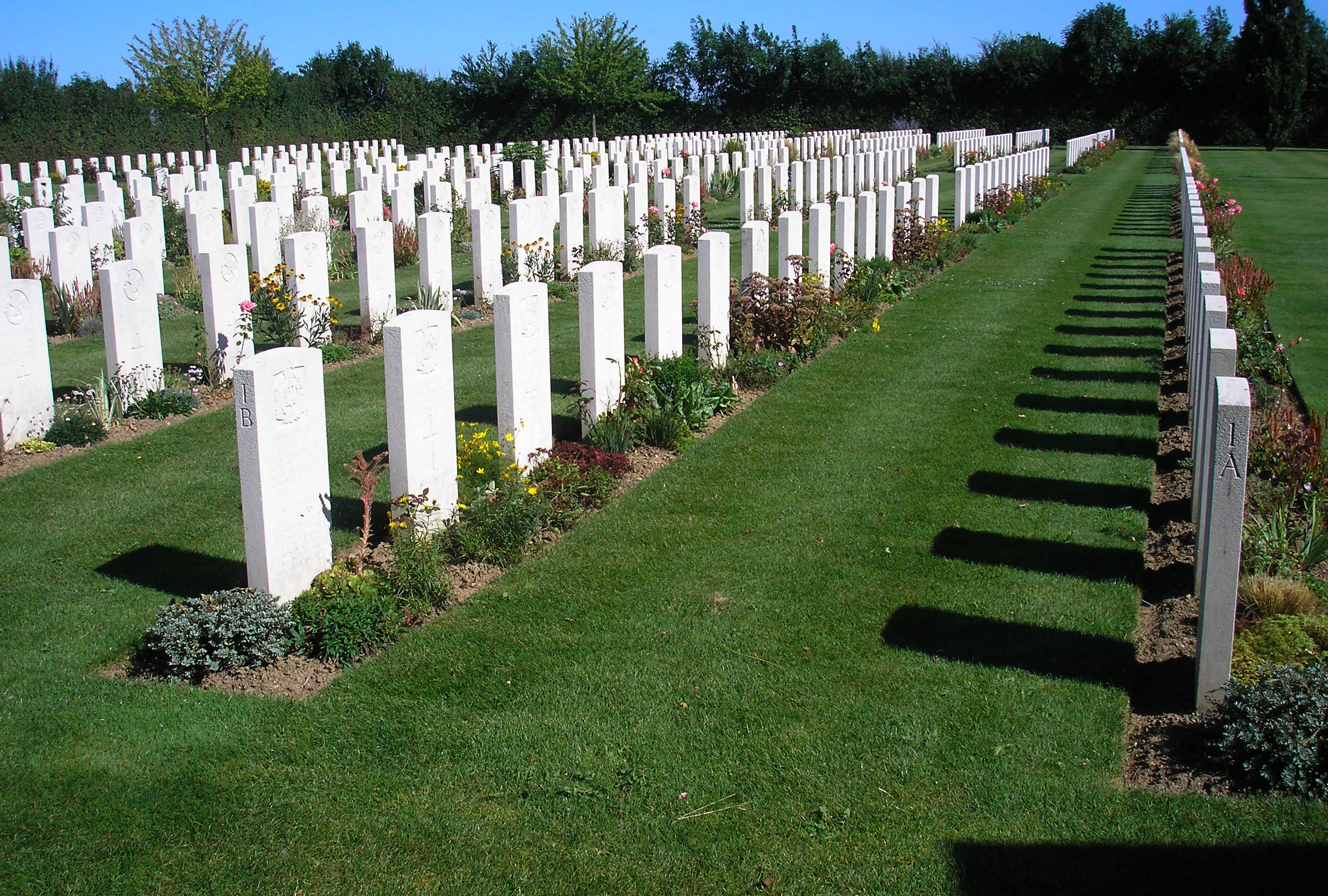
Le cimetière militaire du Commonwealth.

- Église Saint-Charles (XVIIIe siècle) classée aux Monuments historiques[14]. Elle abrite cinq tableaux classés à titre d'objets[15].
- Château (XVIIIe siècle).
- Cimetière militaire du Commonwealth.

## Personnalités liées à la commune
- Charles François Marie de Percy chevalier baron de Montchauvet et Arclais seigneur patron de Montchamp et Saint-Charles-de-Percy (XVIIIe siècle), commandeur de l'Ordre de Saint-Étienne de Toscane[16].

## Héraldique
| Blason de Saint-Charles-de-Percy | Blason  | De sable au chef dentelé d'or. |
| Blason de Saint-Charles-de-Percy | Détails |                                |